# زهراء بن ميم
زهرة بن ميم (مواليد 30 أيلول/سبتمبر 1988) هي ممثلة ومقدمة برامج وعارضة أزياء عراقية تونسية. اشتهرت بدورها في هوى بغداد.
ولدت في بغداد لأب تونسي من سوسة وأم عراقية من الديوانية. عاشت في بغداد حتى سن السادسة ثم هاجرت مع والدها إلى دمشق في سوريا حيث عاشت ثلاثة عشر عامًا أكملت خلالها دراستها. في عام 2007، هاجرت إلى تونس حيث بدأت حياتها المهنية.

## الحياة المهنية
بدأت حياتها المهنية عارضةً أزياء فقد ظهرت في الفيديوات الموسيقية والإعلانات في عام 2009. وفي عام 2011، أصبحت مذيعة ومنتجة تعمل مع قنوات تلفزيونية تونسية مثل الوطنية 1 وتلفزيون التونسية. في عام 2017، تحولت إلى التمثيل في أول دور لها في المسلسل التلفزيوني التونسي ’الدوامة’. وكان أبرز دور لها في المسلسل التلفزيوني العراقي هوى بغداد الذي بث عام 2019، حيث ظهرت مع الممثل الأمريكي إيسر ويست، وحصلت على جائزة الهلال الذهبي لأفضل ممثلة عراقية شابة.

## الحياة الشخصية
زوجها تونسي ولديهما ثلاثة أطفال (ابنان وابنة واحدة). وأخت صغيرة. حصلت على الجنسية العراقية عام 2023. وشاركت في تظاهرات تشرين العراقية عام 2019.

## أعمالها

### التلفاز
| السنة | المسلسل         | الشخصية | إخراج         |
| ----- | --------------- | ------- | ------------- |
| 2017  | الدوامة         | هالة    | نعيم بن رحومة |
| 2019  | هوى بغداد       | شمس     | مهند أبو خمرة |
| 2021  | دجلة وفرات      | دجلة    | مهند أبو خمرة |
| 2022  | حيرة            | سمر     | MAHIR BIRAV   |
| 2023  | اقتحام          | زهراء   | مهند أبو خمرة |
| 2024  | وطن 2           | حياة    | مهند ابو خمرة |
| 2025  | ميليشيات نسائية | هبة     | مهند ابو خمرة |

### السينما
- 2013: سيهات شربتكم
- 2017: أخبار الطقس
- 2017: الرياضة